# 萊克維爾 (加利福尼亞州)
萊克維爾（英語：Lakeville）是位於美國加利福尼亞州索諾馬縣的一個非建制地區。該地的面積和人口皆未知。

## 地理
萊克維爾的座標為38°11′57″N 122°32′50″W / 38.19917°N 122.54722°W，而該地的平均海拔高度為3米（即10英尺）。